# Socida
La Société ivoirienne de distribution automobile (Socida) est l'un des principaux concessionnaires actifs sur le marché automobile en Côte d'Ivoire. Fondée à Abidjan en 1974, Socida distribue les véhicules Renault (y compris Renault Trucks et Dacia), Suzuki, Isuzu (y compris Isuzu Trucks), Geely depuis 2023, et Chenglong. Elle fait depuis 2015 partie du Groupe Bernard Hayot.
Son directeur général est Habib Kettani.